# Cryptohydra thieli
Cryptohydra thieli är en nässeldjursart som beskrevs av Thomas, Edwards och Higgins 1995. Cryptohydra thieli ingår i släktet Cryptohydra och familjen Acaulidae. Inga underarter finns listade i Catalogue of Life.